# AH
AH er en forkortelse for anno Hegirae (= i hidjraens år). AH (el. H) skrives efter årstallet i den islamiske kalender. 
Tidsangivelsen blev indført af Umar Ibn al-Khattab i år 638, år 17 AH, dvs. 16 år efter Muhammeds rejse fra Mekka til Medina i år 622.
| Islam | Spire Denne islamartikel er en spire som bør udbygges. Du er velkommen til at hjælpe Wikipedia ved at udvide den. |